# Jossue Dolet
Jossue Dolet (Asse, 19 juli 2002) is een Belgisch voetballer.

## Carrière
Dolet begon zijn jeugdopleiding bij Kontich FC. In 2018 ruilde hij de jeugdopleiding van KV Mechelen voor die van KAA Gent. Op 31 augustus 2021 haalde KV Mechelen de transfervrije Dolet na drie seizoenen terug in huis, om hem meteen uit te lenen aan zusterclub Helmond Sport. KV Mechelen leende op dat moment al Gaétan Bosiers, Ilias Breugelmans, Maxime De Bie, Jules Houttequiet en Jarno Lion uit aan Helmond Sport.
Op 13 september 2021 maakte Dolet zijn profdebuut: in de 3-2-competitienederlaag tegen FC Eindhoven liet Helmond-trainer Wil Boessen hem in de 82e minuut invallen voor Maxime De Bie. In zijn derde officiële wedstrijd voor Helmond Sport, een 3-1-zege tegen Jong Ajax op 1 oktober 2021, dankte basisdebutant Dolet voor het vertrouwen door de 2-1 te scoren. Exact een maand later kreeg Dolet in de competitiewedstrijd tegen Almere City rood na een kopstoot aan het adres van Steve Tunga. Dolet miste hierdoor drie competitiewedstrijden. De 1-0-nederlaag tegen NAC Breda op 27 november 2021 was zijn laatste wedstrijd in het shirt van Helmond Sport: Dolet bleef daarna een tijdje aan de kant met een blessure aan de buikspieren en zag zijn uitleenbeurt in januari 2022 vroegtijdig afgebroken worden.
Dolet begon het seizoen 2022/23 bij de beloften van KV Mechelen, die vanaf dat seizoen uitkwamen in de Tweede afdeling. In de winter van 2023 leende de club hem voor de rest van het seizoen uit aan Rupel Boom uit Eerste nationale.

## Clubstatistieken
| Seizoen                     | Club             | Land           | Competitie       | Competitie | Competitie | Beker | Beker | Totaal | Totaal |
| Seizoen                     | Club             | Land           | Competitie       | Wed.       | Dlp.       | Wed.  | Dlp.  | Wed.   | Dlp.   |
| --------------------------- | ---------------- | -------------- | ---------------- | ---------- | ---------- | ----- | ----- | ------ | ------ |
| 2021/22                     | KV Mechelen      | België         | Eerste klasse A  | 0          | 0          | 0     | 0     | 0      | 0      |
| 2021/22                     | → Helmond Sport  | Nederland      | Eerste divisie   | 8          | 1          | 1     | 0     | 9      | 1      |
| 2022/23                     | Jong KV Mechelen | België         | Tweede afdeling  | 6          | 0          | —     | —     | 6      | 0      |
| 2022/23                     | → Rupel Boom FC  | België         | Eerste nationale | 11         | 0          | 0     | 0     | 11     | 0      |
| Carrièretotaal              | Carrièretotaal   | Carrièretotaal | Carrièretotaal   | 25         | 1          | 1     | 0     | 26     | 1      |
| Bijgewerkt op 21 maart 2024 |                  |                |                  |            |            |       |       |        |        |